# Kaltbrunn
Kaltbrunn (toponimo tedesco) è un comune svizzero di 5 084 abitanti del Canton San Gallo, nel distretto di See-Gaster.

## Geografia fisica
Il territorio del comune di Kaltbrunn si estende al margine della pianura della Linth e su alcuni pendii adiacenti; la torbiera Kaltbrunner Riet è l'ultima testimonianza del paesaggio paludoso che caratterizzò il territorio fino alla realizzazione delle opere di canalizzazione della Linth realizzate nel XIX secolo, che lo liberarono dal rischio di inondazioni.

## Storia
Sul colle Schlossbüchel sono state rinvenute tracce di insediamenti preistorici.
Nel 1803, alla creazione del Canton San Gallo, al comune di Kaltbrunn fu aggregata la località di Rieden, che se ne separò nel 1825 divenendo comune autonomo.

## Monumenti e luoghi d'interesse
- Chiesa parrocchiale di San Giorgio (Oberkirch), eretta nel 1819-1821 in sostituzione di una precedente chiesa risalente al X secolo[3];
- Rovine della fortezza di Bibiton, costruita nel XIII secolo e distrutta nel 1444[3].

## Società

### Evoluzione demografica
L'evoluzione demografica è riportata nella seguente tabella:
Abitanti censiti

## Geografia antropica

### Frazioni
Le frazioni di Kaltbrunn sono:
- Altwies
- Chirnen
- Fischhausen
- Gublen
- Steinenbrücke
- Wilen

## Economia
L'allevamento e l'agricoltura furono a lungo le più importanti fonti di reddito di questo paese e la fiera autunnale del bestiame è rimasta importante a livello regionale, ma dalla fine del XX secolo Kaltbrunn è divenuto un comune prevalentemente residenziale, con rilevante pendolarismo in uscita.

## Infrastrutture e trasporti

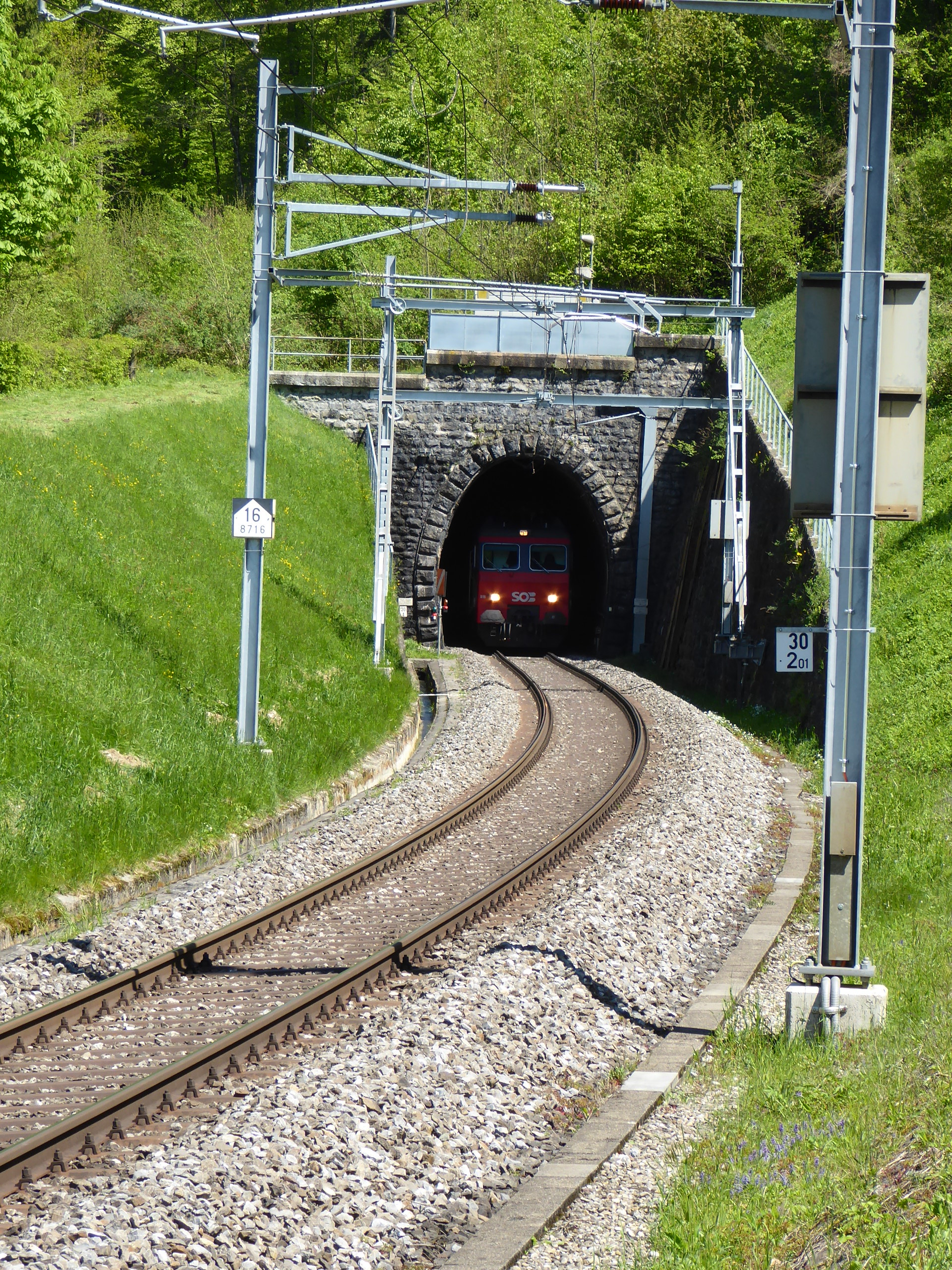
La galleria del Ricken

Kaltbrunn è servito dalle strade principali 17 e 427 e dall'omonima stazione sulla ferrovia Uznach-Wattwil (linea S4 della rete celere di San Gallo); tra il 1904 e il 1910 venne realizzata la galleria ferroviaria del Ricken che collega il paese a Wattwil nel distretto del Toggenburgo e da cui si può proseguire per la città di San Gallo e il lago di Costanza.

## Sport
Kaltbrunn ha ospitato diverse competizioni internazionali di hockey in-line, tra le quali la Confederation Cup 2009, l'Eurolega 2021 e la President Cup 2021.